# Rocca Flea
La Rocca Flea  est un palais fortifié situé à Gualdo Tadino (Ombrie) en Italie centrale . Il est situé dans la partie supérieure de la colline sur laquelle se trouve la ville.

## Histoire

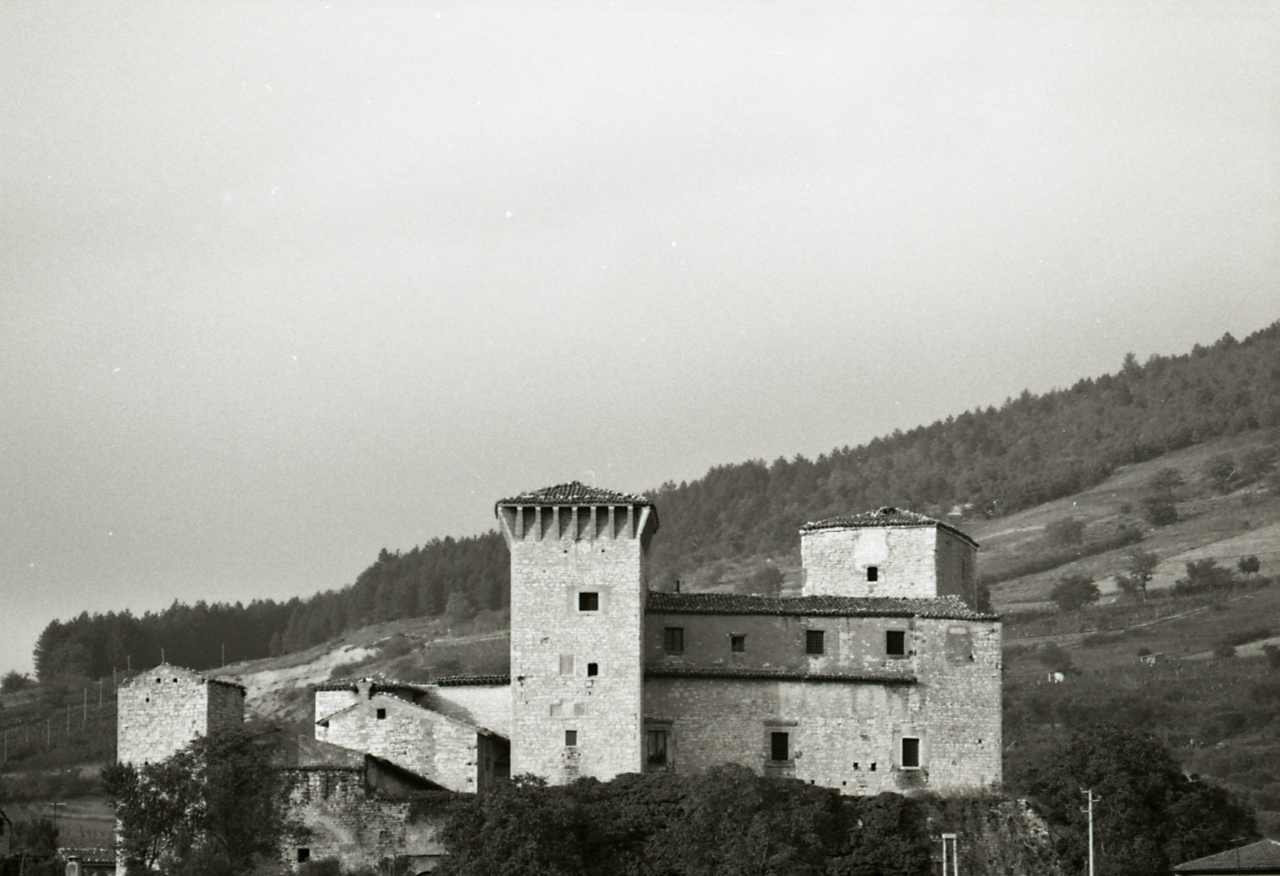
La Rocca Flea sur une photo de 1967 de Paolo Monti.

Bien que l'on ait émis l'hypothèse que sa construction pourrait remonter à l'époque lombarde, ce que l'on sait avec certitude, c'est qu'elle est antérieure à la reconstruction de la ville en 1237. En 1242, il a été reconstruit par Frédéric II et a été fréquemment rénové. En 1350, pendant la domination pérugine, un donjon central ( Cassero ) a été ajouté et d'autres interventions ont été menées par Biordo Michelotti.
Le Le cardinal Antonio Maria Ciocchi del Monte a vécu dans la forteresse de 1515 à 1533.
Pendant la Renaissance, la Rocca est devenue une résidence patricienne, mais en 1888, elle a été transformée en prison.
La Rocca est désormais le siège d'un musée de la céramique et d'une exposition historique,.

## Le musée
La Rocca Flea est le siège du musée municipal depuis 1999. Elle conserve dans le hall du rez-de-chaussée et dans deux salles du premier étage, des pièces archéologiques qui témoignent du peuplement de Gualdo Tadino de la préhistoire au haut Moyen Âge. Dans l'atrium et dans les salles du premier étage, des œuvres en céramique des  XIXe et XXe siècles et dans les salles supérieures, la galerie d'art.

Le musée est divisé en trois sections :
- Galerie d'art : La collection de peintures comprend des œuvres d'artistes comme Matteo da Gualdo, Avanzino Nucci, Sano di Pietro, Antonio da Fabriano, représentatives de la culture figurative de la frontière entre l'Ombrie et les Marches provenant pour la plupart d'églises de la région ;

- Archéologie : Pièces archéologiques qui témoignent du peuplement de Gualdo Tadino depuis la préhistoire au jusqu'au Moyen Âge ;
- Céramique : la collection de céramiques, avec des œuvres des XIXe et XXe siècles, représente l'ancienne tradition artisanale de la ville, avec un accent sur la technique de la céramique lustrée[3].